# Mimi Rogers

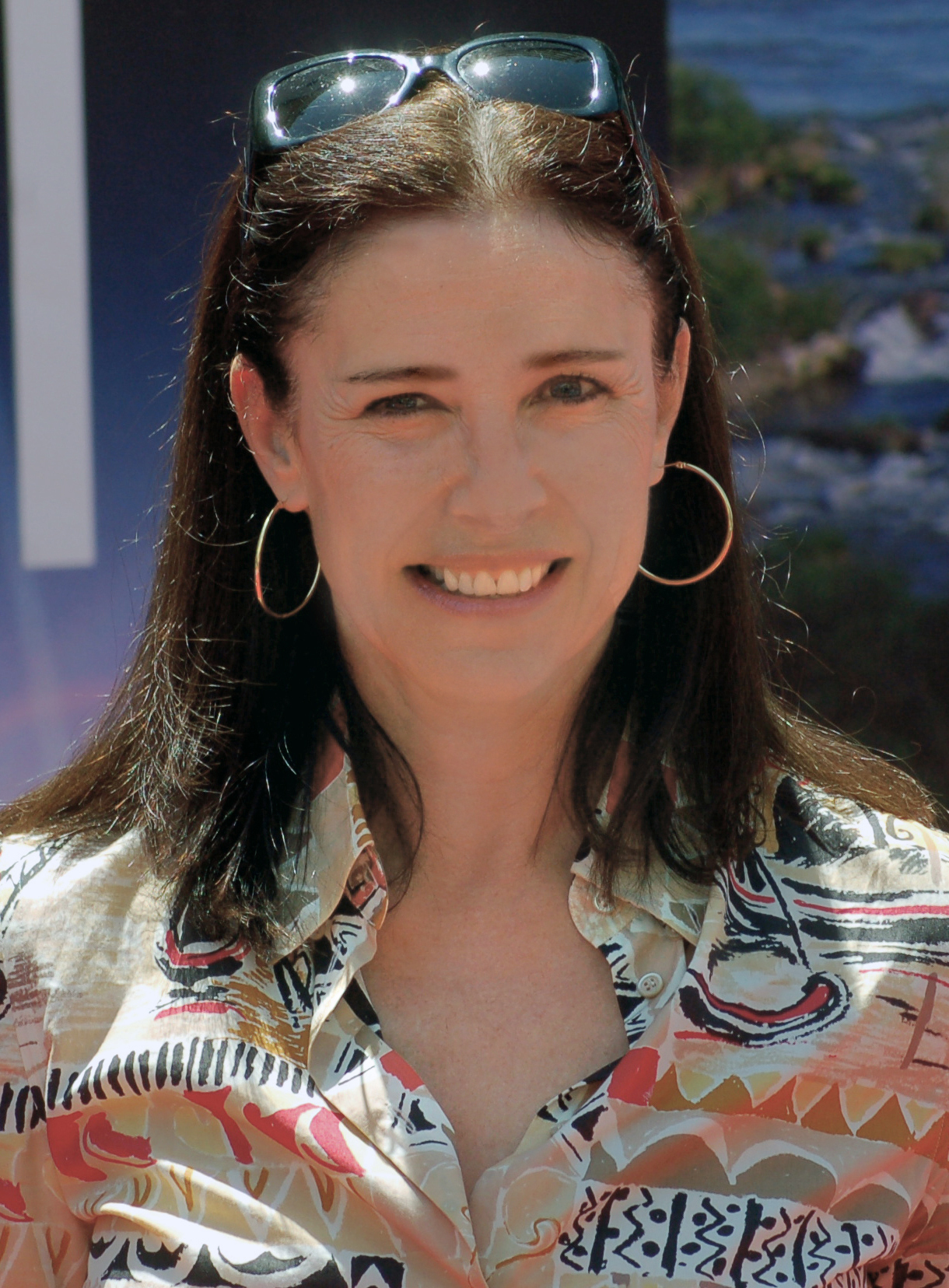
Mimi Rogers (2009)

Mimi Rogers (* 27. Januar 1956 in Coral Gables, Florida, als Miriam Spickler) ist eine US-amerikanische Schauspielerin.

## Leben und Karriere
Mimi Rogers wirkte seit 1981 in mehr als 110 Kino- und Fernsehfilmen mit. Größere Aufmerksamkeit erhielt sie außerdem durch ihre dreijährige Ehe mit Tom Cruise von 1987 bis 1990. Zuvor war sie mit Jim Rogers verheiratet (1977–1980).
Seit 1995 ist sie mit dem Filmproduzenten Chris Ciaffa liiert, die Ehe wurde am 20. März 2003 geschlossen. Die beiden haben zwei Kinder, Tochter Lucy Julia Rogers-Ciaffa (* 1995) und Sohn Charlie Rogers-Ciaffa (* 2001). Mimi Rogers war, wie schon ihr Vater Phil Spickler und ihr erster Ehemann Jim Rogers, mit dem sie von 1977 bis 1980 verheiratet war, Mitglied von Scientology und führte Tom Cruise, mit dem sie von 1987 bis 1990 verheiratet war, im Jahr 1986 in die Sekte ein, die sie 1990 verließ.
Sie posierte 1993 für die US-amerikanische Märzausgabe des Playboy, die Fotosession wurde in elf Landesausgaben abgedruckt, darunter in der deutschen Ausgabe im November 1993.

## Filmografie (Auswahl)
- 1981: Polizeirevier Hill Street (Hill Street Blues, Fernsehserie, 2 Episoden)
- 1981: Quincy (Fernsehserie, Episode Kreuzfahrt in den Tod)
- 1982: Magnum (Magnum, P.I., Fernsehserie)
- 1983: Hart aber herzlich (Hart to Hart, Fernsehserie, Folge Ins Herz getroffen)
- 1984: Karussell der Puppen (Paper Dolls, Fernsehserie, 13 Episoden)
- 1986: Gung Ho
- 1987: Glitzernder Asphalt (Street Smart)
- 1987: Der Mann im Hintergrund (Someone to Watch Over Me)
- 1989: Big Bad Man (The Mighty Quinn)
- 1989: Tödliches Versteck (Hider in the House)
- 1990: Palermo vergessen (Dimenticare Palermo)
- 1990: 24 Stunden in seiner Gewalt (Desperate Hours)
- 1991: The Doors
- 1991: Dunkle Erleuchtung (The Rapture)
- 1991: Wedlock (Deadlock)
- 1992: Dark Horse
- 1992: Trennung mit Hindernissen (Shooting Elizabeth)
- 1992: White Sands – Der große Deal (White Sands)
- 1994: Immer Ärger um Dojo (Monkey Trouble)
- 1994: New York Killer – Die Kunst des Tötens (Killer)
- 1994: Reflections on a Crime
- 1995: Full Body Massage
- 1996: Liebe hat zwei Gesichter (The Mirror Has Two Faces)
- 1996: Eine Frau schlägt zurück (Little White Lies)
- 1996: Trees Lounge – Die Bar, in der sich alles dreht (Trees Lounge)
- 1997: Im Sog der Gier (Weapons of Mass Distraction, Fernsehfilm)
- 1997: Verzauberte Weihnachten (The Christmas List)
- 1997: Austin Powers – Das Schärfste, was Ihre Majestät zu bieten hat (Austin Powers: International Man of Mystery)
- 1998: Lost in Space
- 1998–1999: Akte X – Die unheimlichen Fälle des FBI (The X-Files , Fernsehserie, 7 Episoden)
- 1999: Seven Girlfriends
- 1999: Des Teufels Rechnung (The Devil’s Arithmetic)
- 2000: Ginger Snaps – Das Biest in Dir (Ginger Snaps)
- 2000: Eiskalte Engel 2 (Cruel Intentions 2)
- 2003: A Promise Kept (The Gunman)
- 2003: Dumm und dümmerer (Dumb and Dumberer: When Harry Met Lloyd)
- 2004: The Door in the Floor – Die Tür der Versuchung (The Door in the Floor)
- 2005: Jesse Stone: Eiskalt (Stone Cold, Fernsehfilm)
- 2006: Big Nothing
- 2006: Penny Dreadful – Per Anhalter in den Tod
- 2008: Tornado – Niemand wird ihm entkommen (Storm Cell, Fernsehfilm)
- 2010: Ohne jede Spur (Abandoned)
- 2011–2012: Two and a Half Men (Fernsehserie, 6 Episoden)
- 2012: Wie beim ersten Mal (Hope Springs)
- 2015: Navy CIS (NCIS, Fernsehserie, 3 Episoden)
- 2015: Captive
- 2015: Die Trauzeugen AG (The Wedding Ringer)
- 2015: Weepah Way for Now
- 2015: Ash vs. Evil Dead (Fernsehserie, Episode 1x02)
- 2016–2021: Bosch (Fernsehserie, 34 Episoden)
- 2017: Blue Bloods – Crime Scene New York (Blue Bloods, Fernsehserie, Episode l8x06)
- 2018: Affairs of State
- 2018: What Still Remains
- 2018: Navy CIS: L.A. ( NCIS: Los Angeles, Fernsehserie, Staffel 10, Episode 15)
- 2022–2025: Bosch: Legacy (Fernsehserie, 30 Episoden)
- 2025: Adult Children (Fernsehserie)
- 2025: Ballard